# 托马斯·亨特

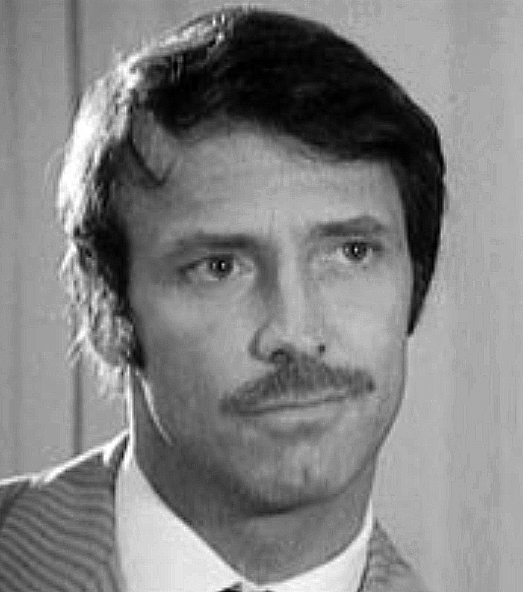
1971年的托马斯·亨特

托马斯·格雷戈里“汤姆”·亨特（英語：Thomas Gregory "Tom" Hunter，1932年12月19日—2017年12月27日），是一位美国演员、编剧。他出生在佐治亚州萨凡纳。他因多次出演意大利式西部片而闻名。
亨特的处女作为布莱克·爱德华兹的《你在战争中做了什么，爸爸？》 。之后他在迪诺·德·劳伦提斯出品的《红色之山》（1966年）出名，并开始常常出现于美国电视剧中。
亨特也是新英格兰剧目公司的创始人。他为《人性因素》和《碧血长天》(1980)撰写了剧本。
2017年12月27日，亨特因肺水肿，在康涅狄格州的诺沃克去世，享年85岁。

## 其他
- Thomas Hunter在互联网电影资料库（IMDb）上的資料（英文）